# 貝爾維尤 (印第安納州)
貝爾維尤（英語：Belleview）是位於美國印地安納州傑佛遜縣的一個非建制地區。該地的面積和人口皆未知。